# Peter Arnold
Peter Arnold, avstrijski general, * 11. julij 1853, † 29. januar 1929.

## Življenjepis
Potem ko je bil leta 1909 upokojen, je bil 6. februarja 1911 povišan v naslovnega generalmajorja.

## Pregled vojaške kariere
Napredovanja
- naslovni generalmajor: 6. februar 1911